# The Whatnauts
The Whatnauts est un groupe américain de soul music et de rhythm and blues.

## Histoire
Originaire de Baltimore dans le Maryland, le groupe est fondé en 1969.
Le groupe sort plusieurs singles dans les années 1970, dont Message from a Black Man (1970), Please Make the Love Go Away (1970), I'll Erase Away Your Pain (1971) ou encore Help Is on the Way (1981).

## Discographie

### Albums
- 1971 : Introducing the Whatnauts (Stang Records)
- 1971 : Reaching for the Stars (Stang Records)
- 1972 : Whatnauts on the Rocks